# Реча (Бузау)
Реча (рум. Recea) насеље је у Румунији у округу Бузау у општини Бисока. Oпштина се налази на надморској висини од 773 m.

## Становништво
Према подацима из 2002. године у насељу је живело 384 становника, од којих су сви румунске националности.